# Sunds Sø
Sunds Sø – jezioro w duńskim mieście Sunds, w regionie Jutlandia Środkowa. Powierzchnia jeziora wychodzi 1,25 km². W najgłębszym miejscu ma 4,5 metra głębokości. 
W jeziorze występuje 13 gatunków ryb, m.in. płocie, węgorze, szczupaki i okonie.